# 布萊格體育會
布萊格體育會（Idrottsklubben Brage）是一支位於瑞典博伦厄的職業足球會，目前於瑞典足球超甲級聯賽角逐。

## 外部連結
- IK Brage （页面存档备份，存于） - official site